# メークローン線
メークローン線（メークローンせん、タイ語: ทางรถไฟสายแม่กลอง）は、タイ王国中部にあるターチン川によりマハーチャイ線（ウォンウィアン・ヤイ - マハーチャイ）とメークローン線（バーンレーム - メークローン）に隔てられているタイ国有鉄道の鉄道路線である。登記上の正式名称はそれぞれ、ウォンウィアン・ヤイ=マハーチャイ線、バーンレーム=メークローン線であるが、一般的に前者をマハーチャイ線、後者をメークローン線と呼称されている。

## 概要
1905年1月4日
、民営ターチーン鉄道としてクローンサーン - マハーチャイが開業し、1907年7月12日には民営メークローン鉄道としてバーンレーム - メークローン が開業した。その後1908年10月6日にメークローン鉄道に吸収合併された。1942年 - 1945年の第二次世界大戦中、私鉄のメークローン鉄道は、軍事管理化により国の指揮下に入り戦後1946年5月8日国有化されタイ国鉄の駅となった。
1926年2月12日にクローンサン- ワットサイ停車場が電化され、その後電化区間はバーンボーン停車場まで延伸した。しかし、電気設備の故障や車両の新造・購入費および維持費削減の観点から、1955年に電化設備は廃止され、現在は気動車により運行されている。
マハーチャイ線（ウォンウィアン・ヤイ - マハーチャイ）とメークローン線（バーンレーム - メークローン）は、ターチン川によって隔てられているが、連絡船がバーンレーム駅の発着時刻に合わせて運行されている。
バンコク都内の渋滞緩和策として1961年1月1日に、クローンサーン - ウォンウィアン・ヤイ間が廃止された。廃止後も線路が取り外されることは無く、しばらくは車両をチャオプラヤー川を経由してマッカサン鉄道工場までの輸送の際使用された。
同線は元々メークローン鉄道とターチーン鉄道という私鉄によって経営されていた路線が国有化されたという経緯があり、タイ国有鉄道の他の路線とは接続しない、いわゆる飛び地路線となっている。
こうした特殊な経緯から、同線に関わる予算はタイ国鉄における他の路線に関わる予算総額とは別枠で配分されることが慣例となっており、近年までは同線に使用する車両も独自に予算が組まれ、同線向けの専用設計車両が投入されていた（タイ国鉄向けの一般汎用車両を再設計した車両が2世代にわたって日本の車両メーカーにより製造された）。
また、他路線と接続していないため、同線はタイ国鉄の信号安全規準の適用除外路線となっており、全線にわたって信号機が設置されていない（マハーチャイ線は数箇所の交換可能場所があるが、安全管理はすべて運行ダイヤと無線交信によってのみ行われている。メークローン線は全線1閉塞である）。
同線はそれぞれ30 km余の短距離路線であり、他路線からの列車の乗り入れも一切ない飛び地路線であるため、日常的にダイヤはほぼ正確に守られている。

## 使用車両
現在の車両
- THN型　1102,1121,1125,1140
- NKF型　1201 - 1203,1205 - 1208,1211,1215,1255,1260 はマハーチャイ線で、  - 1212,1216,1221,1227,1241 はメークローン線で運用されている。
- ATR型　2101のみ、同線内唯一の冷房車となっている。

過去の車両
- TEIKOKU型　D3 - D8
- NII型　T1 - T3,1001 - 1003
- RTS型　D9 - D16,TS4 - TS7
- RH型  12  はメークローン線で、 13,1019  はマハーチャイ線で運用されている。
- RHN型 30,1030,1044  はメークローン線で、 27,1025  はマハーチャイ線で運用されている。
- NKF型　1210,1213  はメークローン線で、 1204,1214,1234,1248 はマハーチャイ線で運用されている。

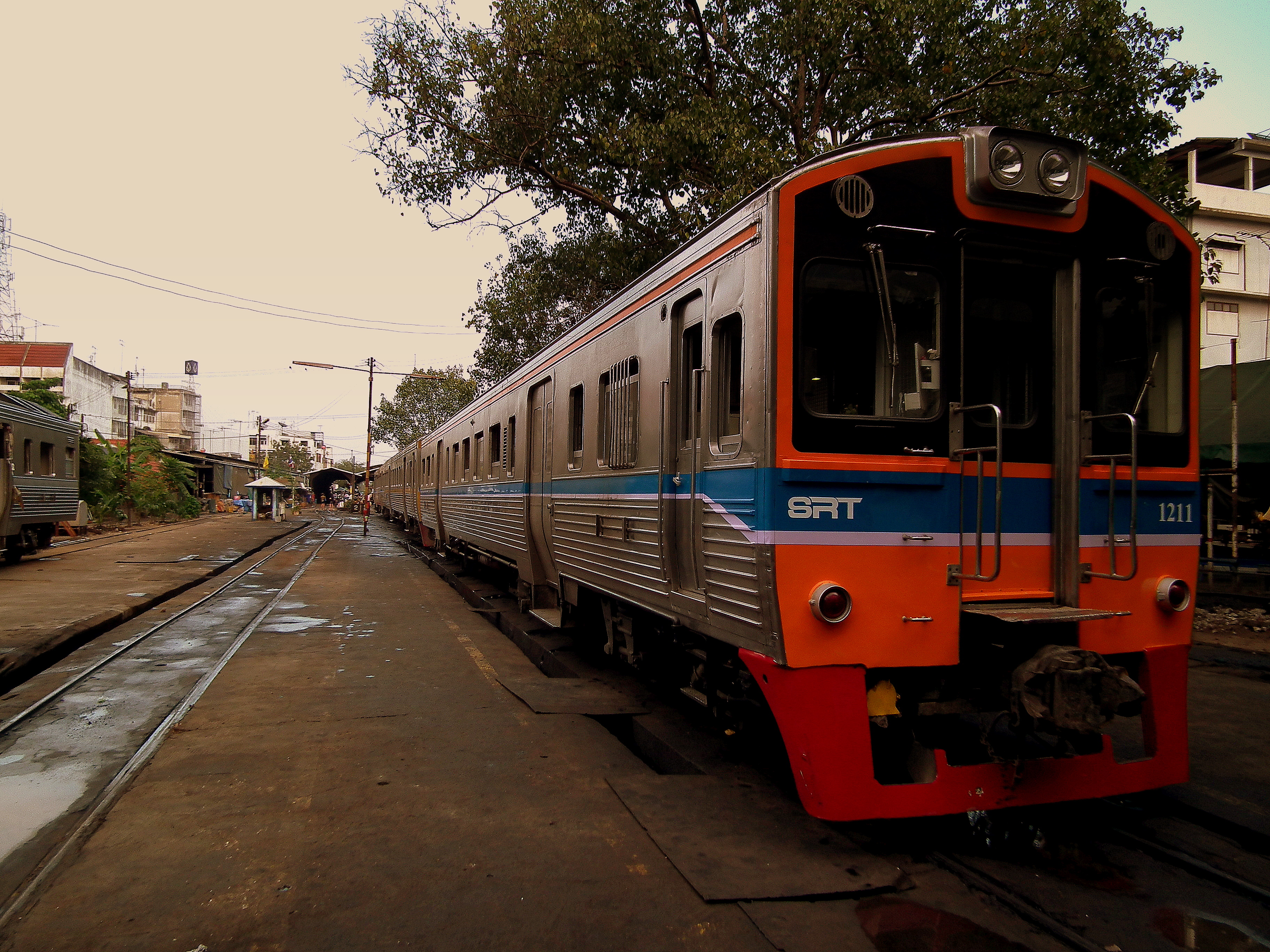
現在使用されるNKF型
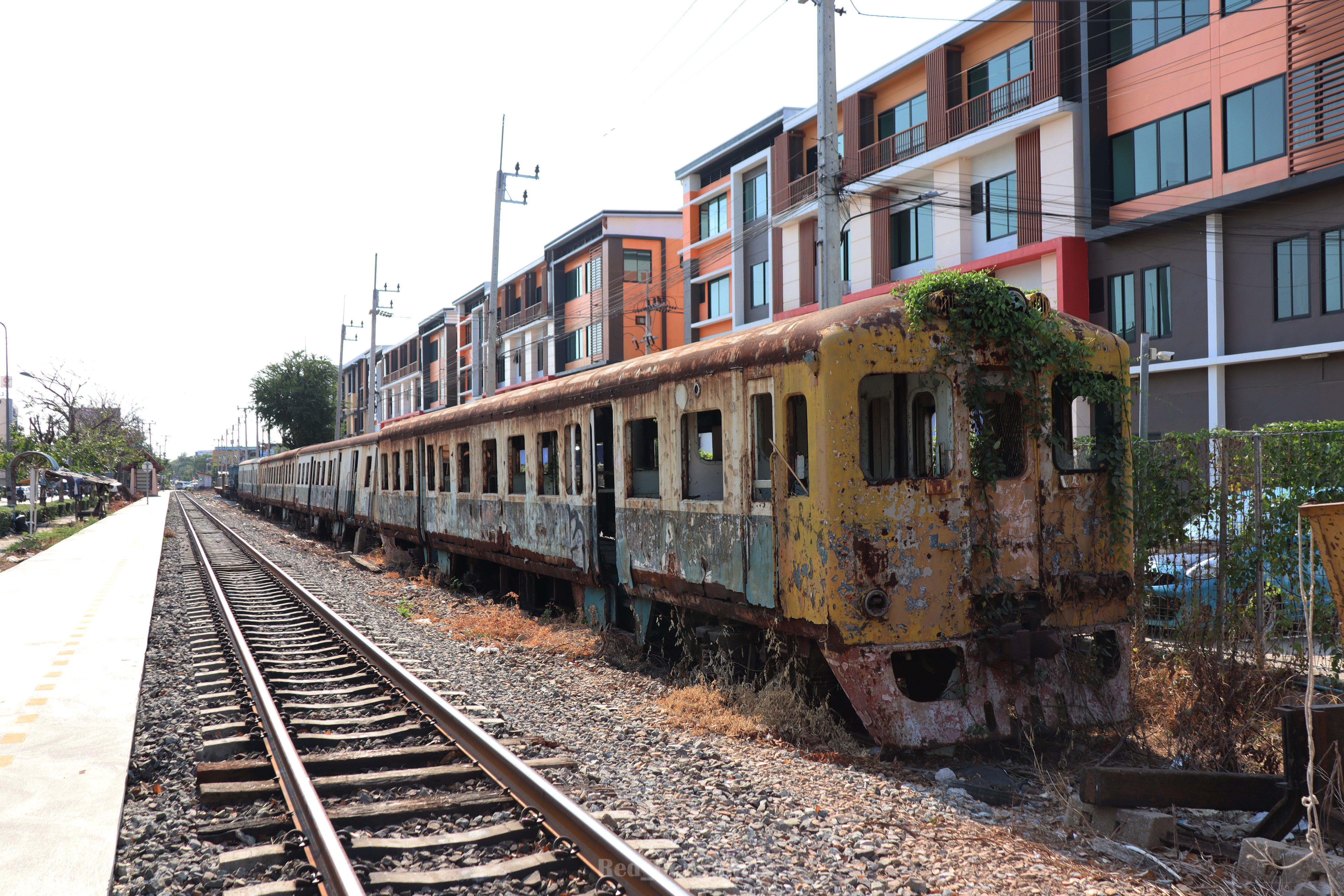
元々使用されたNII型
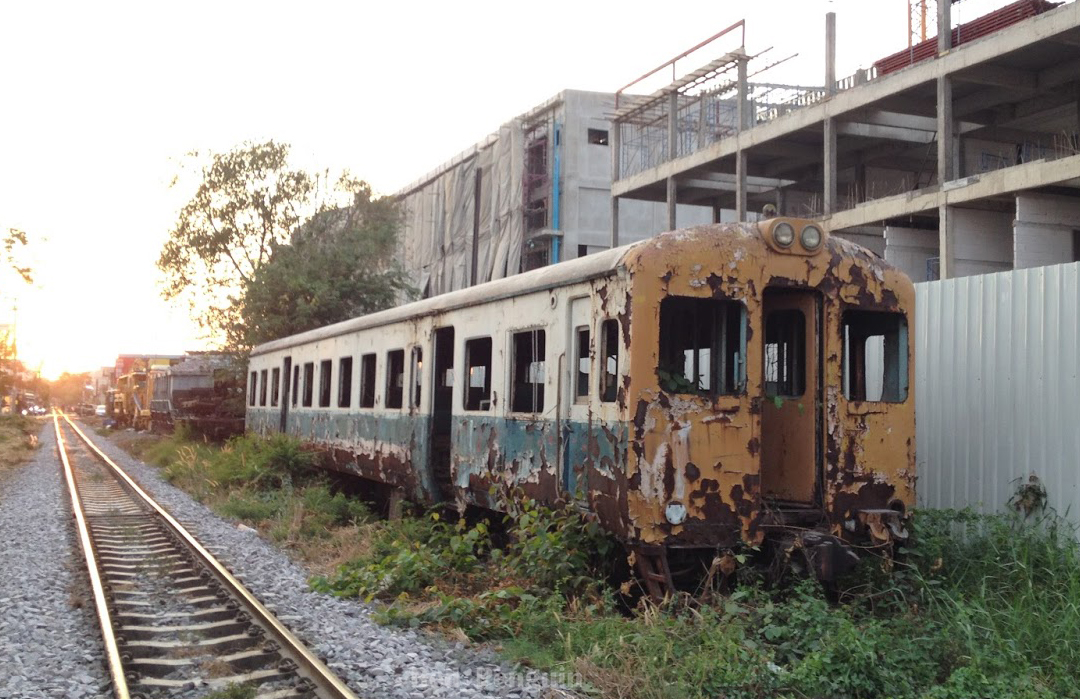
元々使用されたRHN型

## 歴史
- 1904年（ラッタナコーシン暦123年、タイ仏暦2447年）12月29日 ラーマ5世参列のもと開通式が開催される [8]。
- 1905年1月4日 【開業】クローンサーン - マハーチャイ。（ターチーン鉄道）
- 1907年7月12日 【開業】バーンレーム - メークローン (33.57 km)。（メークローン鉄道）
- 1908年10月6日 【合併】メークローン鉄道とターチーン鉄道が合併。
- 1926年2月12日 【電化】クローンサーン - ワットサイ停車場。
- 1927年 【電化】ワットサイ停車場 - ワットシン。
- 1931年 【電化】ワットシン - バーンボーン停車場。
- 1942年1月26日 【軍事指揮下】メークローン鉄道軍事指揮下に入る。
- 1945年10月25日 【民営化】メークローン鉄道軍事指揮下解除。
- 1946年5月8日 【国有化】国がメークローン鉄道を200万バーツで購入。
- 1955年 【電化廃止】クローンサーン - バーンボーン停車場。
- 1961年1月1日 【廃止】クローンサーン - ウォンウィアン・ヤイ。
- 2020年10月23日 【開業】ウターカート停車場、ニコムロットファイマハーチャイ停車場

## 区間

### マハーチャイ線（ウォンウィアン・ヤイ - マハーチャイ）
下表の駅等級は2025年版の資料に従う。メークロン線区間も同様。
| 駅 名                                | 英語駅名               | 駅番号 | ウォンウィアン・ヤイ駅 からの距離 | 駅等級   | 電報略号 | 所 在 地             | 所 在 地                   | 備 考                   |
| ------------------------------------ | ---------------------- | ------ | --------------------------------- | -------- | -------- | -------------------- | -------------------------- | ----------------------- |
| クローンサーン駅                     | Khlong San             |        | (2.015 km)                        |          |          | バンコク都           | クローンサーン区           | 1961年1月1日廃止        |
| ウォンウィアン・ヤイ                 | Wongwian Yai           | 5001   | 0.00 km                           | 2等      | งญ.      | バンコク都           | トンブリー区               |                         |
| タラートプルー駅                     | Talat Phlu             | 5003   | 1.78 km                           | 3等      | ลู.       | バンコク都           | トンブリー区               |                         |
| ウターカート停車場                   | Wutthakat              | 5036   | 2.45 km                           | 停 車 場 |          | バンコク都           | トンブリー区               | BTSシーロム線と乗り換え |
| クローントンサイ停車場               | Khlong Ton Sai         | 5004   | 3.35 km                           | 停 車 場 | ไซ.      | バンコク都           | チョームトーン区           |                         |
| チョームトーン停車場                 | Chom Thong             | 5005   | 4.13 km                           | 停 車 場 | ทจ.      | バンコク都           | チョームトーン区           |                         |
| ワットサイ停車場                     | Wat Sai                | 5007   | 5.76 km                           | 停 車 場 | วซ.      | バンコク都           | チョームトーン区           |                         |
| ワットシン駅                         | Wat Sing               | 5008   | 7.15 km                           | 3等      | สิ.       | バンコク都           | チョームトーン区           |                         |
| バーンボーン停車場                   | Bang Bon               | 5009   | 9.76 km                           | 停 車 場 | าา.      | バンコク都           | バーンボーン区             |                         |
| ガーンケーハ停車場                   | Kan Kheha              | 5010   | 10.23 km                          | 停 車 場 | เค.      | バンコク都           | バーンボーン区             |                         |
| ランサケー停車場                     | Rang Sakae             | 5011   | 10.53 km                          | 停 車 場 | รแ.      | バンコク都           | バーンボーン区             |                         |
| ランポー駅                           | Rang Pho               | 5012   | 14.25 km                          | 4等      | รโ.      | バンコク都           | バーンクンティアン区       |                         |
| サムイエーク停車場                   | Sam Yaek               | 5013   | 15.83 km                          | 停 車 場 | แย.      | バンコク都           | バーンクンティアン区       |                         |
| プロムデーン停車場                   | Phrom Daen             | 5014   | 17.29 km                          | 停 車 場 | พแ.      | サムットサーコーン県 | ムアンサムットサーコーン郡 |                         |
| トゥーンシートーン停車場             | Thung Si Thong         | 5034   | 18.76 km                          | 停 車 場 | ที.       | サムットサーコーン県 | ムアンサムットサーコーン郡 |                         |
| バーンナームジュード停車場           | Bang Nam Chuet         | 5015   | 19.97 km                          | 停 車 場 | นจ.      | サムットサーコーン県 | ムアンサムットサーコーン郡 |                         |
| コークワイ停車場                     | Khok Khwai             | 5016   | 22.99 km                          | 停 車 場 | วา.      | サムットサーコーン県 | ムアンサムットサーコーン郡 |                         |
| バンコーム停車場                     | Ban Khom               | 5017   | 26.76 km                          | 停 車 場 | ขม.      | サムットサーコーン県 | ムアンサムットサーコーン郡 |                         |
| クローンチャック停車場               | Khlong Chak            | 5033   | 29.76 km                          | 停 車 場 | ลจ.      | サムットサーコーン県 | ムアンサムットサーコーン郡 |                         |
| ニコムロットファイマハーチャイ停車場 | Nikhom Rotfai Mahachai | 5037   | 30.60 km                          | 停 車 場 |          | サムットサーコーン県 | ムアンサムットサーコーン郡 |                         |
| マハーチャイ駅                       | Maha Chai              | 5018   | 31.22 km                          | 1等      | ชั.       | サムットサーコーン県 | ムアンサムットサーコーン郡 |                         |

### メークローン線（バーンレーム - メークローン）
1日当たり4往復の列車 がバーンレーム - メークローン間を運行している。朝メークローン駅を出発した列車が4往復の仕業をこなしその後メークローン駅で1夜を過ごすというダイヤである。運行列車は2両編成 × 1本 = 2両だけである。もしこの列車が故障の際には、当区間は当然運休となる。この列車は、タイ国鉄の他の路線で運行されている車両と同じであるが2等車扱いである為若干割高である。バーンレーム - メークローン間（33.75 km）の運賃は、10バーツで約1時間かかる。もし他の路線で同じ距離を3等車で乗車した場合、8バーツである。
現在の終着駅メークローン駅より、南本線のパークトー駅と接続する計画があるが実現していない。（下表の備考欄に未成線と記載）
2015年5月13日から同年11月8日の予定で全線（バーンレーム - メークローン）に渡り線路補修のため運休となっていたが、タイ国鉄は2015年11月末に工事の遅れにより2016年4月まで工事（運休）期間の延長を行うと発表した。現在は全線で営業が再開されている。

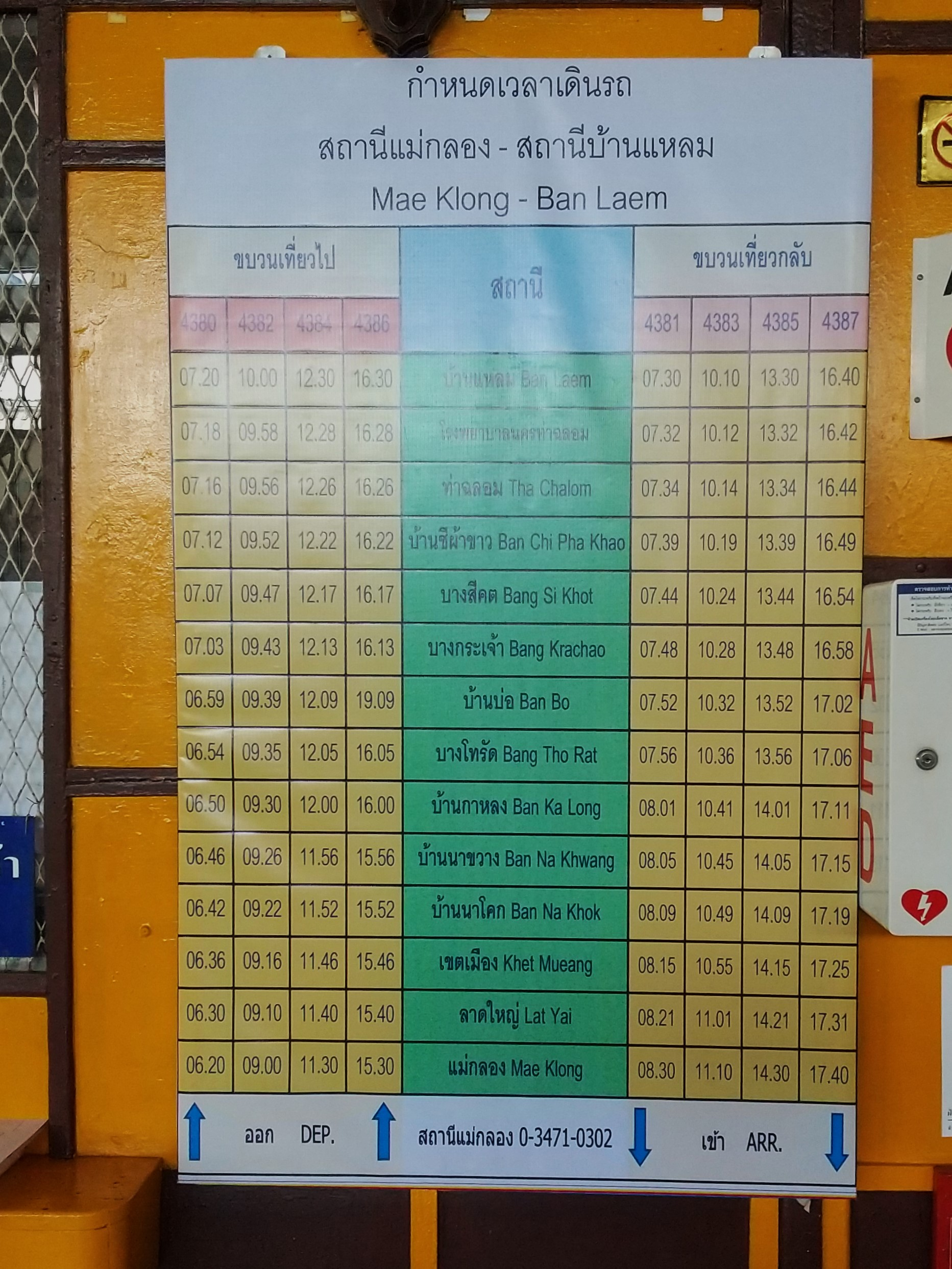
2022年7月時点の時刻表

| 駅 名                      | 英語駅名        | 駅番号 | バーンレーム駅 からの距離 | 駅等級   | 電報略号 | 所 在 地               | 所 在 地                     | 備 考                                    |
| -------------------------- | --------------- | ------ | ------------------------- | -------- | -------- | ---------------------- | ---------------------------- | ---------------------------------------- |
| バーンレーム駅             | Ban Laem        | 5019   | 0 km                      | 4等      | แห.      | サムットサーコーン県   | ムアンサムットサーコーン郡   |                                          |
| ターチャローン停車場       | Tha Chalom      | 5020   | 1.24 km                   | 停 車 場 | ฉอ.      | サムットサーコーン県   | ムアンサムットサーコーン郡   |                                          |
| バンチーパカーオ停車場     | Ban Chi Phakhao | 5021   | 3.89 km                   | 停 車 場 | ผา.      | サムットサーコーン県   | ムアンサムットサーコーン郡   |                                          |
| クローンノックレック停車場 | Khlong Nok Lek  | 5035   | 5.95 km                   | 停 車 場 | ลเ.      | サムットサーコーン県   | ムアンサムットサーコーン郡   | 1996年新設開業                           |
| バンシンコット停車場       | Bang Si Kot     | 5022   | 6.90 km                   | 停 車 場 | บี.       | サムットサーコーン県   | ムアンサムットサーコーン郡   |                                          |
| バーンクラチョ停車場       | Bang Krachao    | 5023   | 8.86 km                   | 停 車 場 | ะจ.      | サムットサーコーン県   | ムアンサムットサーコーン郡   |                                          |
| バンボー停車場             | Ban Bo          | 5024   | 10.90 km                  | 停 車 場 | บ่.       | サムットサーコーン県   | ムアンサムットサーコーン郡   |                                          |
| バーントラット停車場       | Bang Thorat     | 5025   | 13.32 km                  | 停 車 場 | งโ.      | サムットサーコーン県   | ムアンサムットサーコーン郡   |                                          |
| バンカロン停車場           | Ban Ka Long     | 5026   | 15.78 km                  | 停 車 場 | กห.      | サムットサーコーン県   | ムアンサムットサーコーン郡   |                                          |
| バンナクワーン停車場       | Ban Na Khwang   | 5027   | 17.94 km                  | 停 車 場 | บ้.       | サムットサーコーン県   | ムアンサムットサーコーン郡   |                                          |
| バンナコック停車場         | Ban Na Khok     | 5028   | 19.97 km                  | 停 車 場 | าโ.      | サムットサーコーン県   | ムアンサムットサーコーン郡   |                                          |
| ケットヌワン停車場         | Ket Muang       | 5029   | 23.73 km                  | 停 車 場 | ดเ.      | サムットサーコーン県   | ムアンサムットサーコーン郡   |                                          |
| ラドヤーイ停車場           | Lad Yai         | 5030   | 27.66 km                  | 停 車 場 | ลญ.      | サムットソンクラーム県 | ムアンサムットソンクラーム郡 |                                          |
| バーンクラバン停車場       | Bang Krabun     | 5031   | 30.16 km                  | 停 車 場 | กู.       | サムットソンクラーム県 | ムアンサムットソンクラーム郡 | 現状不明                                 |
| メークローン駅             | Mae Klong       | 5032   | 33.75 km                  | 3等      | แอ.      | サムットソンクラーム県 | ムアンサムットソンクラーム郡 |                                          |
| バーンカポン駅             | Bang Kaphom     |        | 40.15 km                  |          |          | サムットソンクラーム県 | ムアンサムットソンクラーム郡 | 未成線                                   |
| アンファワ駅               | Amphawa         |        | 44.95 km                  |          |          | サムットソンクラーム県 | ムアンサムットソンクラーム郡 | 未成線                                   |
| ワットプレーン駅           | Wat Pleng       |        | 51.35 km                  |          |          | ラーチャブリー県       | ワットプレーン郡             | 未成線                                   |
| パークトー駅               | Pak Tho         | 4093   | 55.05 km                  | 2等      | ปท.      | ラーチャブリー県       | パークトー郡                 | 南本線旧トンブリー駅 からの距離118.62 km |